# Martensianthus
Martensianthus é um género de plantas com flores pertencentes à família Rubiaceae.
A sua área de distribuição nativa é o sul do México.
Espécies:
- Martensianthus breviflorus (Borhidi & Salas-Mor.) Borhidi
- Martensianthus galeottii (M.Martens) Borhidi & Lozada-Pérez
- Martensianthus macdougallii (Lorence) Borhidi & Lozada-Pérez
- Martensianthus micranthus (Borhidi) Borhidi
- Martensianthus viticellus (Lorea-Hern. & Lozada-Pérez) Borhidi